# Museo il Correggio
Il Museo "Il Correggio" si trova all'interno di uno dei principali edifici storici della città di Correggio, il rinascimentale Palazzo dei Principi (1508), sede anche della Biblioteca "Giulio Einaudi" e dell'Archivio Storico Comunale.

## Storia
Il Palazzo dei Principi, che ospita il museo, fu costruito tra la fine del XV secolo e il 1508, originariamente come residenza di Francesca di Brandeburgo, vedova del conte Borso da Correggio, e dei suoi figli Gian Francesco e Manfredo. Dopo la caduta del Principato correggesco, l'edificio servì come sede del Governatore Estense e degli uffici di governo per oltre due secoli.
Durante il XIX secolo, il palazzo subì un tragico periodo di degrado, culminato con la demolizione e ricostruzione dell'ala est. Tra il 1925 e il 1927, l'architetto Guido Zucchini avviò un primo restauro esteso del palazzo. Ulteriori interventi di recupero furono realizzati tra il 1966 e il 1967, portando al completo recupero artistico e funzionale della struttura.
Il museo civico aprì nel 1995, ma fu chiuso l'anno successivo a causa del sisma che colpì la città nell'ottobre 1996. Dopo ulteriori lavori di restauro, il museo riaprì al pubblico nel 2004.

## Percorso espositivo
Il percorso espositivo prende avvio dal leone funerario romano del sepolcro di Caius Fuficius Hilario di età giulio-claudia (I-II secolo), esposto nel cortile del Palazzo, che costituisce il preludio alla Sala di archeologia e del territorio, in cui sono esposti i ritrovamenti più significativi avvenuti nella zona di Correggio tra l'Ottocento e il Novecento.

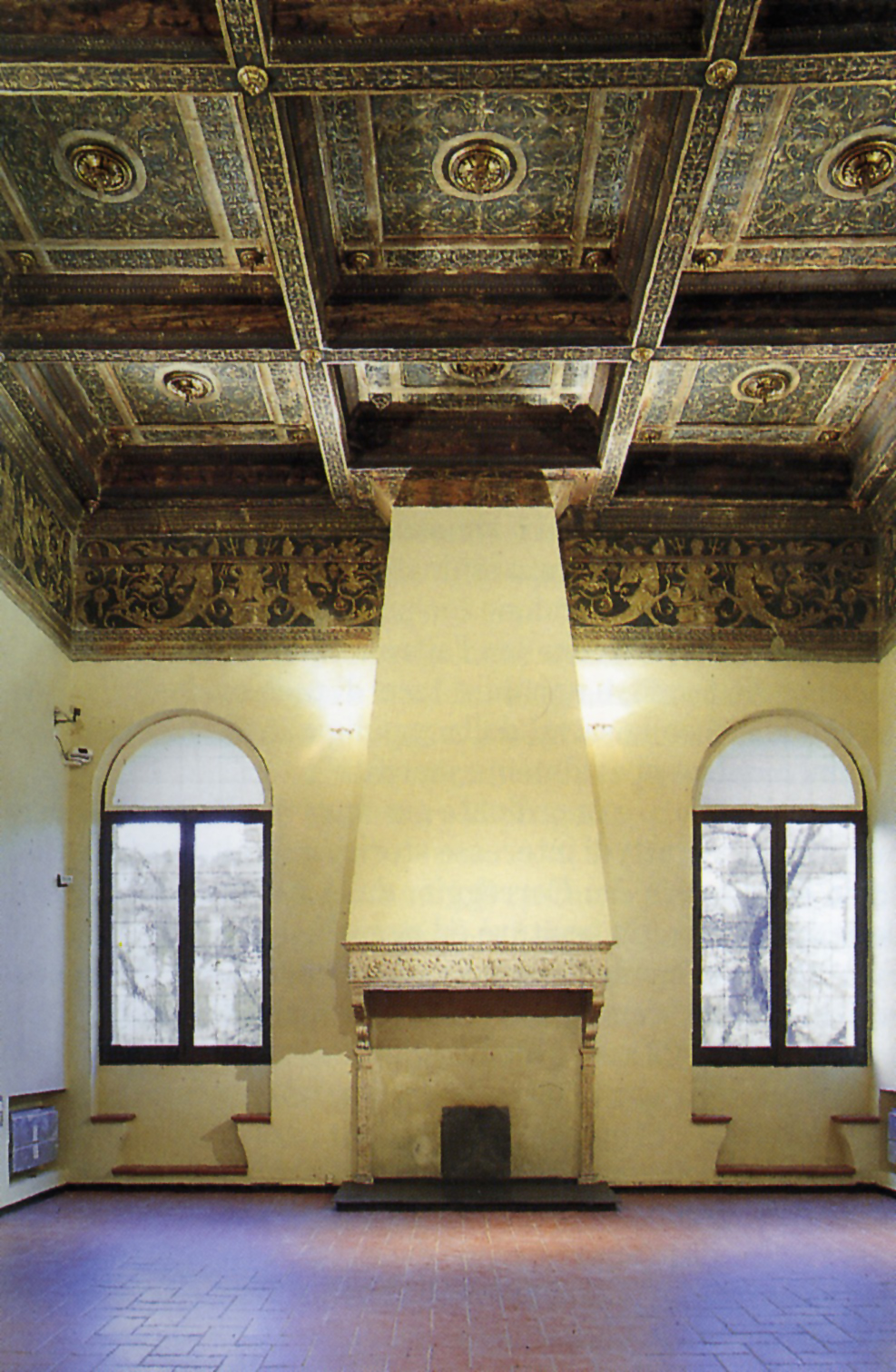
La sala del Camino

Segue la Sala del Camino, così detta per l'imponente camino ornato al centro dall'arme della "correggia", simbolo stesso della dinastia. La sala è impreziosita dal soffitto a cassettoni e dal sottostante fregio affrescato con data e stemma di Francesca di Brandeburgo. Vi sono esposte opere d'arte che rendono al meglio il clima culturale della piccola corte tra la seconda metà del XV secolo e la prima metà del XVI. Su tutte, il Redentore di Andrea Mantegna, datato 1493, e alcune opere di o attribuite ad Antonio Allegri detto il Correggio.

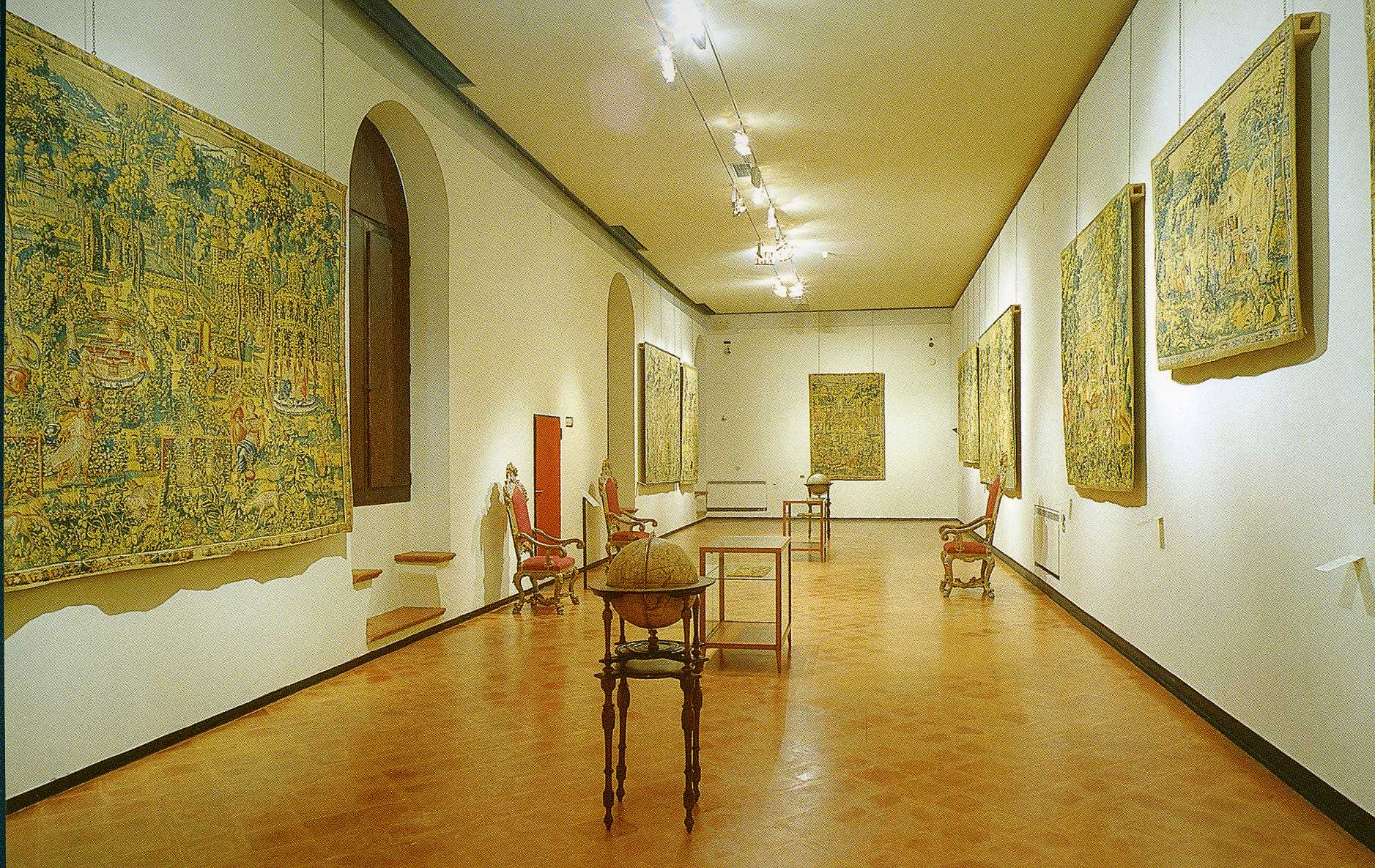
Salone degli Arazzi

Al secondo Cinquecento, epoca ancora artisticamente vivace e feconda, è dedicata la prima Galleria, dove spiccano opere di Polidoro da Lanciano, Bartolomeo Schedoni (scuola), Francesco Madonnina, Arminio Zuccato e la preziosa Collezione Lusuardi di monete della zecca di Correggio (1569-1630). Conclude il "viaggio" nel XVI secolo il Salone degli Arazzi, dove campeggiano nove arazzi fiamminghi, tessuti a Bruxelles nella bottega di Cornelius Mattens, probabilmente entro l'ultimo quindicennio del XVI secolo e verosimilmente acquistati da Camillo da Correggio ad Anversa.
Proseguendo nella visita, è la volta della Sala del Seicento, che ci conduce in un'epoca in cui a Correggio predomina una pittura ispirata al conservatorismo e al provincialismo, non priva però degli echi della riforma carraccesca.
La pittura a destinazione sacra, che predomina nella Correggio del Settecento, è documentata nella Sala del Settecento.
La Sala dell'Ottocento testimonia un clima culturale vivace e fecondo attraverso personalità emergenti e conosciute nel panorama della cultura figurativa italiana.
Chiude il percorso la Galleria Asioli, dedicata alla famiglia Asioli, con opere di Luigi Asioli, Giuseppe Asioli e Bonifazio Asioli, oltre a alcuni preziosi oggetti appartenenti a Bonifazio.

## Architettura
Il Palazzo dei Principi è un esempio significativo di architettura rinascimentale. La facciata in cotto, arricchita da un portale istoriato di grande pregio, richiama gli stili ferraresi e lombardo-veneti. L'interno è decorato con affreschi e fregi che rispecchiano la cultura delle corti padane del Rinascimento. Tra gli ambienti di maggiore interesse figurano la Sala del Camino, con soffitto a cassettoni e decorazioni allegoriche, e il Salone delle Capriate, che ospita i fondi antichi della biblioteca comunale.